# 名古屋TTレース
名古屋TTレース（なごやTTレース）は、1953年に中京地域で開催されたオートバイレースである。正式な大会名称は全日本選抜優良軽オートバイ旅行賞パレード。

## 概要

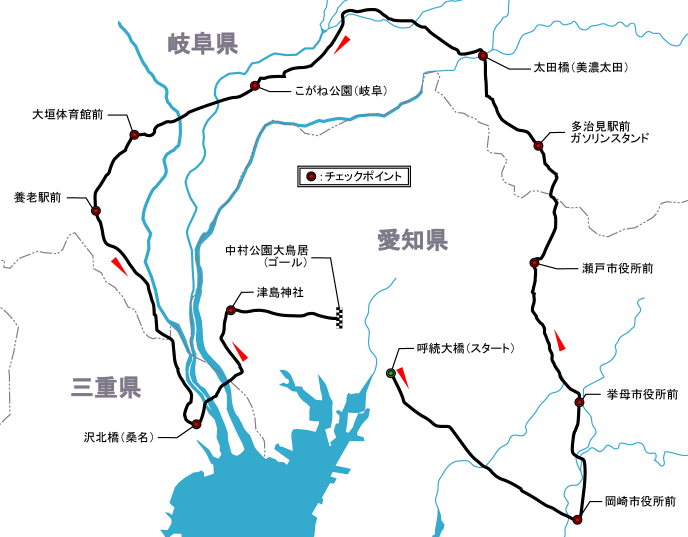
名古屋TTレースのコース

名古屋タイムズ社の主催により、1953年（昭和28年）3月21日に開催されたイベントである。名古屋市をスタートして愛知・岐阜・三重の3県を周り、再び名古屋市に戻ってゴールするという約230kmのコースで争われ、当時のオートバイメーカー19社が出場した。
国道1号を始めとする公道を使ったれっきとしたレースイベントであり、当時の資料でも「TTレース」と記載されているが、大会名称はあくまでも「パレード」である（後述）。
第二次大戦後の日本で比較的規模の大きなレースと言えば後述の多摩川レースぐらいで、それ以外は草レースがほとんどであった時期に開催された、戦後初のビッグレースであった。

## 開催までの背景
第二次世界大戦後の1940年代後半から1950年代にかけて、日本では中小のオートバイメーカーが乱立した。中でも名古屋市を中心とする中京地区には数多くのメーカーがあった。全国で180社以上といわれた1950年代のオートバイメーカーのうち、中京地区には80社近くが存在し、人口あたりのオートバイ普及台数は全国で最も高かった。（ただし、80社というのは存在していたメーカー数のトータルであり、同時期に80社が存在したわけではない）
一方、オートバイメーカーや販売業者の集まりである日本小型自動車工業会は、小型自動車の普及のためにGHQや政府に働きかけ、1949年に戦後初のレースイベントである全日本モーターサイクル選手権大会、通称「多摩川レース」を開催した。多摩川レースには130台のオートバイが出場し、2万人以上の観客を集める成功を収めた。
多摩川レースの成功により、大小のメーカーが乱立する中で「自社のオートバイの性能をアピールするためにレースは有効な手段である」と気づいたオートバイ業界では、当時世界最大のレースイベントであったマン島TTレースのような本格的なレースが開催できないかという模索が始まった。当初企画した首都圏での開催が様々な事情によって不可能となった後、最もオートバイ産業が盛んであった中京地域でのレース開催が検討された。そして戦前のオートバイレースで活躍し中部日本小型自動車選手協会常任顧問を務めていた平田友衛が発起人となって関係機関に働きかけた結果、名古屋タイムズ社の主催によるイベント開催が決定した。平田は大会記録委員長として携わり、通産省と運輸省が後援、通産大臣が大会名誉会長とされた。
ただし公道上でスピードを競うレースを行うことは許可できないという警察からの指導によって公然と「レース」を名乗ることができず、大会名称は「全日本選抜優良軽オートバイ旅行賞パレード」とされた。「旅行賞」とは手本とされたマン島TTレースの「TT（ツーリスト・トロフィー）」を直訳したものである。ただし、本来は 「ツーリスト・トロフィー」の「ツーリスト」は単に「旅行者」ではなく「長い道のり（試練）を乗り越えたスポーツ選手」といった意味合いである。

## 出場メーカー
「日本製オートバイの耐久性向上」を目的とし、部品類は全て日本製を使用することが参加条件であった。バイクメーカー単位の参加で参加資格は150cc以下、1チーム（メーカー）3台までとされた。排気量と日本製であること以外には特に制限はなかったが、当時のオートバイメーカーには新たにレース専用マシンを製作するような余裕はなく、ほとんどは市販のマシンそのままか、市販マシンに改良を加えたものでの参加だった。また、「前後ブレーキとホーンを必ず取り付けること」という、オートバイ黎明期ならではのルールもあった。
個人1位の選手には10万円の賞金が与えられた一方、1社につき5万円の参加料が必要で、レース仕様マシンの制作費や遠征費用などを合計すると1社が3台を参加させるためには100万円程度の経費が必要となった。一流企業における大卒初任給が1万円前後という時代であり、小規模メーカーの中にはこの費用を捻出できずに出場を断念したところもある。
最終的にエントリーしたのは出走順に以下の19社57台である（出走順は抽選により決定された）。
| 出走順 | メーカー         | オートバイ           |
| ------ | ---------------- | -------------------- |
| 1      | エーブ自動車工業 | エーブスター号       |
| 2      | BFモータース商会 | BFビクター号         |
| 3      | 伊藤機関工業     | IMC号                |
| 4      | 新明和工業       | ポインターコメット号 |
| 5      | 北川自動車工業   | ポトリーライナー号   |
| 6      | 昌和製作所       | 昌和号               |
| 7      | スミタ発動機     | スミタ号             |
| 8      | モナーク工業     | ポニーモナーク号     |
| 9      | ロケット商会     | クインロケット号     |
| 10     | 天龍織機         | テンリュー号         |

| 出走順 | メーカー         | オートバイ       |
| ------ | ---------------- | ---------------- |
| 11     | 山下工作所       | パール号         |
| 12     | 大阪ゼット工業   | ゼット号         |
| 13     | 土井産業         | フライバード号   |
| 14     | 萬邦自動車商工   | ファルコン号     |
| 15     | 藤田鉄工所       | オートビット号   |
| 16     | 丸正自動車製造   | ライラック号     |
| 17     | 長本発動機研究所 | ライフ号         |
| 18     | 本田技研工業     | ホンダドリーム号 |
| 19     | 穂高工業所       | ホダカ号         |

ほとんどの車両は当時のオートバイの主流である4サイクル単気筒OHVエンジンだったが、長本発動機研究所のライフ号は当時既に旧式となりつつあったサイドバルブ型、一方で昌和製作所の昌和号は最先端のOHC型であった。また、当時の小規模メーカーはエンジンを含め他社製の部品を組み立てて製品とする「アッセンブリメーカー」であったため、異なるメーカーの車種であっても同じエンジンを搭載しているというケースも見られた。
ちなみに名古屋TTレースの出場メーカーで現在までオートバイメーカーとして存在しているのは、この時点で既にドリーム号などのヒット作を送り出し、レース前の人気投票でも1位となったホンダだけである。ヤマハがオートバイの製造を開始するのは2年後の1955年（昭和30年）であり、スズキはこの時点ではまだ自転車に取り付けるエンジン（バイクモーター）の製造を行っていたにすぎない。
一方、出場ライダーでは大正時代のレースにも出場経験のある竹之内縣一（ホダカ号）が61歳で出場者中最年長。最年少は山下工作所の創業者の息子でパール号に乗る12歳の山下護祐で、当然運転免許は所有していなかったが大会の出走選手資格の中には「年齢未満の者で大会実行委員会の承認を得た者」とあった。

## コース

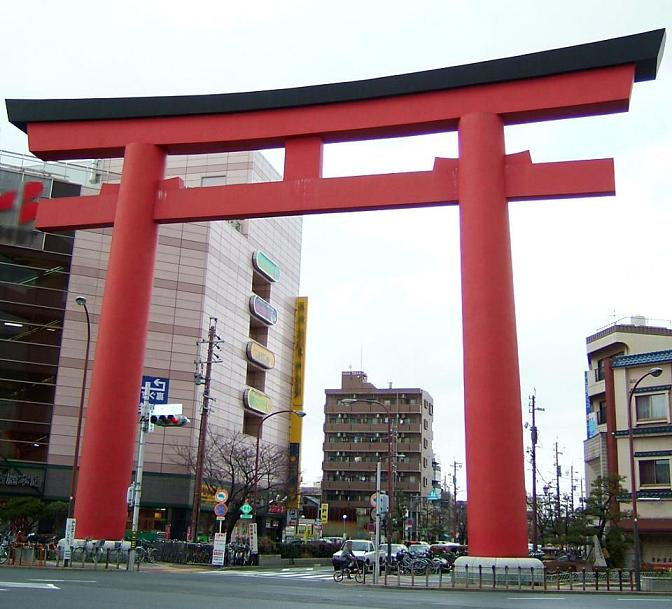
ゴールとなった中村公園の大鳥居（2005年の画像）

名古屋市の山崎川に架かる呼続大橋をスタートし、国道1号を岡崎市まで東に進んで北に進路を変え、挙母市（現在の豊田市）・瀬戸市を通過して岐阜県に入り、多治見市・岐阜市・大垣市と進んで南下、三重県の桑名市で再び国道1号に入って東に進み、名古屋市に戻って中村公園の大鳥居がゴールとなる。全長は約233km。岡崎市役所前など10箇所にチェックポイントが設けられていた。
国道1号を始めとする幹線道路が舞台であったが、当時はほとんどが舗装されていないダートコースである。
警察からの指導により制限速度を逸脱することは認められず、名古屋市内では制限速度が35km/h以下、同様に関市内は20km/h以下、岐阜市内では30km/h以下、大垣市内は25km/h以下とされた。しかしながら優勝者のタイム（4時間17分35秒）から逆算すると平均速度は約50km/h以上（当時の軽オートバイの法定速度は35km/h）となり、この制限速度が守られていたとは考えにくい。

## レース
レースのスタート順は抽選によって決定され、特に公式の予選や練習走行などは行われなかったが、地元のメーカーは大会の半年前から練習を繰り返していた。練習では土井産業のフライバード号に乗る水谷文雄が3時間45分という驚異的なタイムを出す一方、橋から川への転落やトラックとの衝突によって命を落とした選手も数名いた。
レース二日前の3月19日にはレースに出場する57台が名古屋市内をパレードし、20日から22日までは金山体育館で300台の軽オートバイの展示即売会が行われた。そしてレース当日である3月21日、スタート地点にほど近い熱田神宮で安全祈願の参拝の後、午前9時に各チーム3台ずつ2分間隔でスタートするインターバル方式でレースがスタートした。エントリーした57台のうちエンジントラブルによりスタートできないオートバイが2台あったため、実際にスタートしたのは55台であった。
前記の通り国道といえど当時はほとんどが舗装されていないダートコースであったため、まだ熟成途上にあった日本製オートバイにとっては過酷な条件のレースとなり、リタイヤしたマシンの原因はフレームやフロントフォークの折損、ブレーキ破損、クランクシャフトやバルブのトラブル、燃料漏れなど多岐に渡った。また完走したマシンにもレース中のパンクやチェーン切断などのトラブルが頻発し、最後尾の選手がゴールしたのは午後6時であった。
最終的に57台中完走は42台。3台の合計タイムで争うチーム賞は3台がそれぞれ2位・4位・18位と上位に食い込んだホンダが獲得し、昌和号の金子延幸が個人優勝を飾った。4時間を越えるレースで、金子と2位のホンダの徳永康夫のタイム差はわずか18秒であった。金子は勝因としてこのコースを走るのはレース当日が初めてであったために慎重に走ったことを挙げている。対して練習で驚異的なタイムを出していたフライバード号の水谷はフレームの破損によりリタイヤとなった。最年少の山下は29位、最年長の竹之内は37位であった。
| 順位 | チーム                 | ライダー                       | 合計タイム     |
| ---- | ---------------------- | ------------------------------ | -------------- |
| 1    | ホンダドリーム号チーム | 鈴木義一、中村武雄、徳永康夫   | 13時間31分02秒 |
| 2    | スミタ号チーム         | 石塚喜市、引間 晃、小島昇三    | 13時間44分53秒 |
| 3    | ポニーモナーク号チーム | 長 正男、川中公誠、村田不二夫  | 14時間27分43秒 |
| 4    | ライラック号チーム     | 山本 宏、後藤一男、山田祥爾    |                |
| 5    | エーブスター号チーム   | 青山辰夫、山本惣一郎、鷲見敬一 |                |
| 6    | ライフ号チーム         | 野末一郎、藤城宇市、長本庄包   |                |
| 7    | IMC号チーム            | 田中里一、古橋伸博、若尾銀平   |                |
| 8    | オートビット号チーム   | 伊藤正男、高坂貫一、広瀬景一   |                |

| 順位 | 選手       | オートバイ         | タイム        |
| ---- | ---------- | ------------------ | ------------- |
| 1    | 金子延幸   | 昌和号             | 4時間17分35秒 |
| 2    | 徳永康夫   | ホンダドリーム号   | 4時間17分53秒 |
| 3    | 村井光男   | ポトリーライナー号 | 4時間18分45秒 |
| 4    | 鈴木義一   | ホンダドリーム号   | 4時間19分11秒 |
| 5    | 田中公誠   | ボニーモナーク号   | 4時間20分48秒 |
| 6    | 石塚喜市   | スミタ号           | 4時間22分50秒 |
| 7    | 浅井正男   | クインロケット号   | 4時間24分30秒 |
| 8    | 山本惣一郎 | エーブスター号     | 4時間26分06秒 |
| 9    | 谷伊之助   | ゼット号           | 4時間29分52秒 |
| 10   | 小島昇三   | スミタ号           | 4時間32分31秒 |

## その後
翌年以降、幹線道路を使ったレースイベントに対して警察から許可が降りることはなく、名古屋TTレースはこの年限りで二度と開催されることはなかった。しかし名古屋TTレースと同じ1953年の7月には富士宮市の登山道を封鎖して富士登山レースが開催されて成功を収め、これらがきっかけとなって日本製オートバイの技術向上にはレースが有効な手段であることが認知され、やがて2年後の第1回全日本オートバイ耐久ロードレース、通称「浅間高原レース」に繋がっていった。
1957年（昭和32年）に浅間高原自動車テストコースが完成した以後はレースの舞台はサーキットや飛行場跡などの閉鎖されたコースに移り、名古屋TTレースのような公道レースが行われることはなくなっていった。1962年（昭和37年）には三重県鈴鹿市に鈴鹿サーキットが完成し、中京地区におけるモータースポーツの中心地となった。
一方、一時は80社近くを数えた中京地区のオートバイメーカーであったが、その大半は月産20～30台にもならない小規模メーカーであり、ホンダをはじめとする他地区からの大規模メーカーの攻勢によって苦戦を強いられていたところへ朝鮮戦争の終結による特需の急減が追い討ちをかけ、1954年（昭和29年）以後、こうした小規模メーカーから倒産が相次いだ。
そして1959年（昭和34年）に中京地区を襲った伊勢湾台風によって名古屋市南部に集中していたオートバイメーカーや関連部品の工場の多くが水没し、大規模メーカーとの競争で体力を失っていたメーカーにはこの被害から再生するだけの力はなく、倒産、廃業が続出した。さらに軽3輪車や軽4輪車が普及し始めたこともオートバイからの顧客離れに拍車をかけ、片山産業や伊藤機関工業といった伊勢湾台風から生き残ったわずかなメーカーもオートバイの生産から手を引き、1962年（昭和36年）には名古屋からオートバイメーカーは消えることになった。

## エピソード
- これまで前例のないビッグレースであったために運営も手探りであり、警察との連絡不十分により競技中にスピード違反で捕まったライダーがいたり、選手へのコース指示の不徹底によりコースを間違えて大幅にタイムロスした選手がいた[21]。
- 12歳でありながら既に数々の草レースで好成績を挙げ「天才少年」と言われていた山下護祐は大会実行委員会から特別に参加を認められていたが、スタート直前に警察から「無免許で公道を走ることは許可できない」というクレームを付けられた。そこで父親は山下にスタートから1km先の地点で待っているように指示し、替え玉の選手をスタートさせた後に山下と交代させた。このレースで最終的に29位に食い込んだ山下は、後に山下工作所がオートバイの生産を中止した後もレースを続け、ホンダの契約ライダーとして鈴鹿サーキットで開催された第1回日本グランプリにも出場したが、1967年（昭和42年）に鈴鹿でのレース中のクラッシュによる怪我のため27歳で引退した[22][23]。山下工作所は航空機や自動車の部品、各種の専用機などを製作する会社として現在まで続いており、山下護祐は社長を務めている[24]。
- メーカー賞を獲得したホンダであったが、報告を受けた本田宗一郎は「レースは一着にならなければ意味がない」と個人優勝を逃したことに激怒したという[25]。